# Club Killers

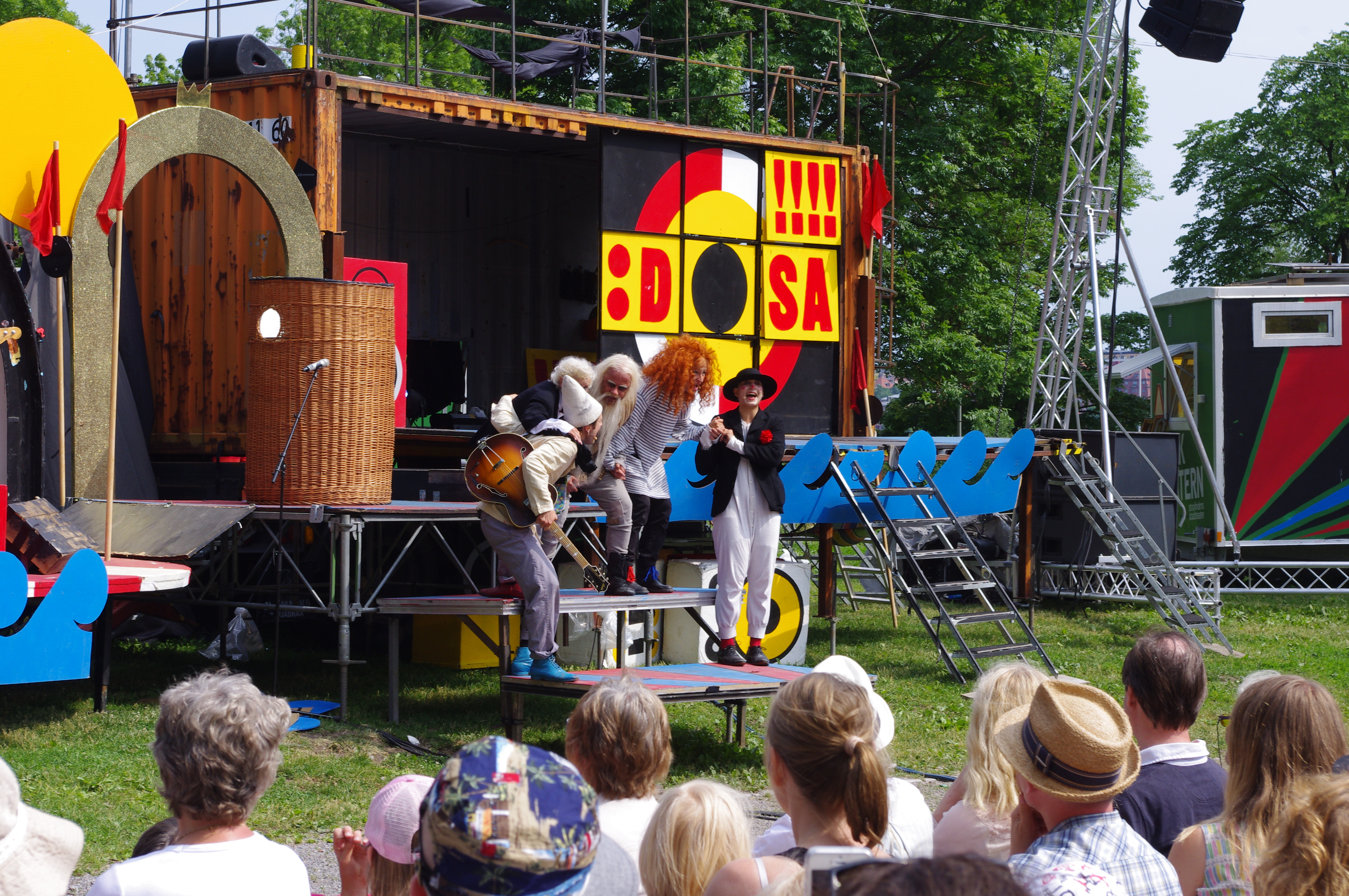
Club Killers ger Nationalteaterns Kåldolmar och kalsipper i Rålambshovsparken 2013.

Club Killers är ett storband där kärnan utgörs av musiker från till exempel Monster och Weeping Willows och som spelar på Strand i Hornstull, Stockholm, sista onsdagen varje månad. Gästas nästan alltid av kända sångare så som Håkan Hellström, Magnus Carlson, Anders Wendin, Kevin Rowland, Neneh Cherry, Miss Li, Nino Ramsby, Kajsa Grytt och så vidare. Klubben är känd för att alla är välkomna och att de har "the oldest sound around". De har nu hållit på i sju år och flyttat från Debaser Slussen till Strand. Alla med bandets logga tatuerad har fritt inträde. 

## Medlemmar
- Trumpet              -   Johan Jonsson
- Trumpet              -   Andreas Palmborg
- Trumpet och sång     -   Christoffer Roth
- Tenorsax             -   Daniel Kantor
- Barytonsax och flöjt -   Emely Ahlsén
- Tenorsax och sång    -   Gustav Bendt
- Trombon och sång     -   Viktor Brobacke
- Bas                  -   Anders Kappelin
- Gitarr               -   Ola Nyström
- Gitarr och sång      -   Patrick Andersson
- Orgel/piano          -   Patrik Kolar
- Klaviatur            -   Robert Cronsioe
- Sång                 -   Anna Maria Espinosa
- Sång                 -   Whales Ofili
- Percussion           -   Winston Levi
- Trummor              -   Anders Hernestam

## Diskografi
- 2005 - Two Nights with Club Killers
- 2008 - 13 Top Reggae Hits